# 국주
일본 에도 막번 체제의 국주(일본어: 国主 코쿠슈[*])는 근세 일본 에도 시대의 다이묘의 격식 가운데 하나로, 영지가 1개 구니 이상인 다이묘를 가리키며, 중국식으로 태수(太守) 또는 구니모치 다이묘(国持大名)라고도 한다. 또, 다이묘 가문을 그 거주지 · 거성을 가지고 등급을 매기는 국주(구니모치 다이묘) - 준국주(準国主) - 성주(城主) - 성주격(城主格) - 무성(無城, 진야陣屋) 중 하나이기도 하다. 본 항목은 이 가운데 국주 · 준국주에 대해 기술한다.
대국의 슈고이면서 간레이(管領)나 고쇼반슈(御相伴衆)이 되지 않은 집안을 가리키던 중세 일본 무로마치 시대(室町時代)의 구니모치슈(国持衆가 어원이다. 본국지 10가(후에 12가로 늘어남) 및 1개 구니는 아니어도 대규모의 영지를 보유한 다이신구니모치(大身国持)도 있었다.
무쓰(陸奥) · 데와(出羽) 2개 구니의 경우 그 영역이 워낙 크고 넓었기 때문에 일부만 지배하는 센다이(다테씨) · 모리오카(난부씨) · 아키타(사타케씨) · 요네자와(우에스기 씨) 등의 번을 국주로 취급하였다. 또한 히고에는 구마모토번(熊本藩) 외에 히토요시번(人吉藩)이나 아마쿠사 제도(가라쓰번령으로 시마바라의 난 이후는 천령 즉 에도 쇼군의 직할령이 되었던)도 있었지만, 구마모토번을 국주로 쳐 주었다. 반대로 구니의 범위가 좁아서 이키국 1개 구니 전체를 일원지행하고 있던 마쓰우라 히젠노카미(히라도번), 아즈치 모모야마 시대에 해당 지역이 넓어진 시마국(志摩国) 1개 구니 전체를 일원지행하고 있던 구키씨(九鬼氏) · 이나가키씨(도바번)는 각각 국주 · 국지는 되지 않았다. 오바마번(사카이씨)은 와카사(若狭) 1개 구니 및 에치젠(越前) 쓰루가군(敦賀郡)을 영유하는 것도 본가인 히메지번(姫路藩) 사카이씨(酒井氏)와의 형평 문제로 인해 구니모치로는 쳐 주지 않았다(다만 사카이 다다카쓰는 쇼군 이에미쓰로부터 다다카쓰 1대에 한해 구니모치 다이묘로 인정받았다).
또한, 다이신구니모치라 해도 도쿠가와 고산케(徳川御三家), 마쓰다이라 히고노카미 (아이즈번), 마쓰다이라 사누키노카미(다카마쓰번) 이이 가몬노카미(히코네번), 히사마쓰 가(마쓰야마번과 구와나번)도 국주・구니모치라는 가격에는 포함되지 못하였다(고산케는 애초에 다른 다이묘들과는 별격이며, 아이즈번 마쓰다이라가 · 다카마쓰번 마쓰다이라가 · 이이 집안도 대대로 에도성의 쇼군의 집무실에 가장 가까이 위치한 격식 높은 류노마(溜之間)를 시코세키(伺候席)로 하는 「상류」(常溜)로, 특별한 가격을 가지고 있었다). 또한 일부 4품으로 승임하는 가계를 국주격이라고 하기도 한다.

## 국주・국지 다이묘의 기준
일본사에서는 시대에 따라 「구니모치 14가」부터 「구니모치 20가」까지 부르는 방법에 여러 차이가 있는데, 그 숫자나 역사 사전 등에서의 표기는 「구니모치 18가」로 게재되는 경우가 많다(난부가 종5위하 주자번전알, 아리마가 무성, 후쿠이가 25만 석으로 감봉되었을 때, 야나기사와가 가와고에 7만 석, 쓰야마가 5만 석으로 감봉되고, 소가 2만석격이었을 때는 국주가 아니었다).
1. 가독시에 4품(종4위하) 시종 이상으로 서임. 방주의 첫 관직이 종4위하 이상으로, 5위 서임이 없는 집.
2. 참근교대로 참부 · 출부시 쇼군을 알현하기 전에 상사(上使)로서 로주가 그 다이묘 저택에 명을 전달하러 올 정도의 영예를 가진 집.
3. 석고에서의 하한은 확정할 수 없다.[9]

하지만 예외도 있다.
국주 · 구니모치 다이묘 가운데 야마우치 집안을 제외한 마쓰다이라 성을 쓰는 집안과, 가마쿠라부(鎌倉府) 및 무로마치 막부(室町幕府)의 중신이었던 우에스기 집안(무네타카 친왕의 근시 · 가주지 시게후사를 시조로 한다) · 호소카와 집안(아시카가 요시아키라의 집사 · 호소카와 기요우지를 시조로 한다)는 세사(世嗣)의 전상원복(殿上元服) · 이름자 수여가 있다. 또, 무가관위로써 구니모치 다이묘가 자신이 다스리는 령국의 지방관(국사)을 자칭하는 것은 일종의 특권이 되어 있어, 통상의 실체가 없는 「~카미」 자칭과는 다른 것으로 여겨졌다.

## 국주 목록
| 가문명                                                 | 율령국                   | 성지            | 석고                                                                   | 시코세키              | 초관             | 경과                       | 극관             | 비고                                |
| ------------------------------------------------------ | ------------------------ | --------------- | ---------------------------------------------------------------------- | --------------------- | ---------------- | -------------------------- | ---------------- | ----------------------------------- |
| 마쓰다이라 가가노 사이쇼 마에다 집안                   | 가가 · 노토 · 엣추       | 가나자와        | 102만 5,000석                                                          | 다이로카(大廊下) - 하 | 정4위하 곤노쇼조 | 가독시-곤노쇼조/50세- 재상 | 종3위            | 전상원복・편휘                      |
| 마쓰다이라 슈리다이후 시마즈 집안                      | 사쓰마 ・ 오스미 ・ 휴가 | 가고시마        | 72만 석                                                                | 오오히루마(大広間)    | 종4위하 시쇼     | 가독시 - 곤노쇼조          | 종4위상 곤노쥬조 | 전상원복 · 편휘 · 사쓰마노카미 독점 |
| 마쓰다이라 나가토노카미 모리 집안                      | 나가토 ・ 스오           | 하기            | 36만 9,000석(세키가하라 후에는 29만 석, 에도 초기에 고지키시가 되었다) | 오오히루마            | 4품              | 가독시-시종                | 종4위하 곤노쇼조 | 전상원복・편휘                      |
| 마쓰다이라 이나바노카미(松平因幡守) 이나바 이케다 집안 | 이나바 ・ 호키           | 돗토리          | 32만 5,000석                                                           | 오오히루마            | 4품              | 가독시-시쇼                | 종4위하 곤노쇼조 | 전상원복・편휘                      |
| 마쓰다이라 아와노카미 하치스카 집안                    | 아와 · 아와지            | 도쿠시마        | 25만 7,000석                                                           | 오오히루마            | 4품              | 가독시-시쇼                | 종4위하 곤노쇼조 | 전상원복・편휘                      |
| 마쓰다이라 지쿠젠노카미 구로다 집안                    | 지쿠젠                   | 후쿠오카        | 47만 3,000석                                                           | 오오히루마            | 4품              | 가독시-시쇼                | 종4위하 곤노쇼조 | 전상원복・편휘                      |
| 마쓰다이라 아키노카미 아사노 집안                      | 아키                     | 히로시마        | 42만 6,000석                                                           | 오오히루마            | 4품              | 가독시-시쇼                | 종4위하 곤노쇼조 | 전상원복・편휘                      |
| 마쓰다이라 비젠노카미 비젠 이케다 집안                 | 비젠                     | 오카야마        | 31만 5,000석                                                           | 오오히루마            | 4품              | 가독시-시쇼                | 종4위하 곤노쇼조 | 전상원복・편휘                      |
| 마쓰다이라 도사노카미 야마우치 집안                    | 도사                     | 고치            | 24만 2,000석                                                           | 오오히루마            | 4품              | 가독시-시쇼                | 종4위하 곤노쇼조 |                                     |
| 소 쓰시마노카미 소 집안                                | 쓰시마                   | 후추 (이즈하라) | 10만 석격                                                              | 오오히루마            | 4품              | 가독시-시쇼                | 종4위하 곤노쇼조 |                                     |
| 후지도 이즈미노카미 도도 집안                          | 이세 ・ 이가             | 쓰              | 32만 3,000석                                                           | 오오히루마            | 4품              | 가독시-시쇼                | 종4위하 곤노쇼조 |                                     |
| 마쓰다이라 이즈미노카미 마쓰에 마쓰다이라 집안         | 이즈모                   | 마쓰에          | 18만 6,000석                                                           | 오오히루마            | 4품              | 가독시-시쇼                | 종4위하 곤노쇼조 | 전상원복・편휘 고카몬               |

| 가문명                                    | 령국            | 성지     | 이시타카                                                                     | 시코세키              | 초관         | 경과                  | 극관             | 비고                                                      |
| ----------------------------------------- | --------------- | -------- | ---------------------------------------------------------------------------- | --------------------- | ------------ | --------------------- | ---------------- | --------------------------------------------------------- |
| 마쓰다이라 무쓰노카미 다테 가             | 무쓰 센다이     | 센다이   | 62만 석→1869년 28만 석으로 감봉                                              | 오오히루마            | 종4위하 시쇼 | 가독시 - 곤노쇼조     | 종4위상 곤노쥬조 | 전상원복・편휘・무쓰노카미 독점                           |
| 호소카와 엣추노카미 호소카와 집안         | 히고 구마모토   | 구마모토 | 54만 석(지번 포함)                                                           | 오오히루마            | 4품          | 가독시-시쇼           | 종4위하 곤노쇼조 | 전상원복・편휘                                            |
| 마쓰다이라 히젠노카미 나베시마 집안       | 히젠 사가       | 사가     | 35만 7,000석                                                                 | 오오히루마            | 4품          | 가독시-시쇼           | 종4위하 곤노쇼조 | 전상원복・편휘                                            |
| 아리마 중무대보 아리마 집안               | 지쿠고 구루메   | 구루메   | 21만 8,000석                                                                 | 오오히루마            | 4품          | 가독시-시쇼           | 종4위하 곤노쇼조 |                                                           |
| 사타케 우쿄다이후 사타케 집안             | 데와 아키타     | 아키타   | 20만 5,000석                                                                 | 오오히루마            | 4품          | 가독시-시쇼           | 종4위하 곤노쇼조 |                                                           |
| 우에스기 탄정대필 우에스기                | 데와 요네자와   | 요네자와 | 30만 석(1664년에 15만 석으로 감봉)                                           | 오오히루마            | 4품          | 가독시-시쇼           | 종4위하 곤노쇼조 | 전상원복・편휘                                            |
| 마쓰다이라 에치젠노카미 에치젠 마쓰다이라 | 에치젠 후쿠이   | 후쿠이   | 50만 석(1686년에 25만 석, 1721년에 30만 석, 1818년에 32만 석으로 가증)       | 다이로카 - 아래       | 4품          | 가독시-시쇼           | 종4위하 곤노쥬조 | 전상원복, 편휘, 에치젠노카미 독점, 고케몬                 |
| 난부 다이젠다이후 난부씨                  | 무쓰 모리오카   | 모리오카 | 20만 석(처음 10만 석, 1808년에 20만 석으로 고치고 1869년에 13만 석으로 감봉) | 오오히루마            | 5위          | 가독 후 30년/50세-4품 | 곤노쇼조         |                                                           |
| 마쓰다이라 에치고노카미 쓰야마 마쓰다이라 | 미마사카 쓰야마 | 쓰야마   | 10만 석(나중 5만 석으로 감봉, 1817년에 10만 석으로 가증 .)                   | 다이로카(大廊下) - 하 | 4품          | 가독시-시쇼           | 종4위하 곤노쥬조 | 전상원복 · 편찬 · 미카와노카미, 에치고노카미 독점, 고카몬 |
| 마쓰다이라 미노노카미 야나기사와          | 야마토 고리야마 | 고리야마 | 15만 1,200석                                                                 | 데이칸노마(帝鑑間)    | 5위          | 가독후-4품            | 종4위하 시쇼     |                                                           |

| 가문명                                           | 령국            | 성지     | 석고         | 시코세키                      | 초관 | 경과                  | 극관             | 비고 |
| ------------------------------------------------ | --------------- | -------- | ------------ | ----------------------------- | ---- | --------------------- | ---------------- | ---- |
| 다테 도토미노카미(伊達遠江守) 우와지마 다테 집안 | 이요 우와지마   | 우와지마 | 10만 석      | 오오히루마                    | 4품  | 가독 후 30세대 - 시쇼 | 종4위하 곤노쇼조 |      |
| 다치바나 사콘노쇼칸 다치바나 집안                | 지쿠고 야나가와 | 야나가와 | 10만 9,000석 | 야나기노마(柳間) → 오오히루마 | 5위  | 가독후-4품            | 종4위하 시종     |      |
| 단바 사쿄다이후 고다마 단바 집안                 | 무쓰 니혼마쓰   | 니혼마쓰 | 10만 3,000석 | 야나기노마 → 오오히루마       | 5위  | 가독후-4품            | 종4위하 시쇼     |      |

## 원래는 국주·구니모치 다이묘였다고 추찰되는 다이묘가
- 사토미 집안(里見家) - 다테야마번(아와)
- 다나카 집안(田中家) - 야나가와번(지쿠고)
- 류조지 집안(竜造寺家) - 사가번 (히젠)
- 가토 집안(기요마사류) - 구마모토번 (히고)
- 가모 집안(蒲生家) - 아이즈번번 (무쓰)
- 가토 집안 (요시아키류) - 아이즈번 (무쓰)
- 호리오 가문(堀尾家) - 마쓰에번 (이즈모 · 오키)
- 나카무라 집안(中村家) - 요나고번(호키)
- 후쿠시마 집안(마사노리류) - 히로시마번 (아키)
- 쓰쓰이 집안(筒井家) - 우에노번 (이가)
- 모가미 집안(最上家) - 야마가타번 (데와)
- 호리 집안(堀家) - 가스가야마번 (에치고)[16]
- 에치고 마쓰다이라 집안(에치고 소장) - 에치고 후쿠시마번 (에치고)[17]
- 유키 집안(에치젠 마쓰다이라) - 에치젠 기타노쇼번 (에치젠)[18]
- 교고쿠 집안(京極家) - 오바마번(훗날의 마쓰에번) (와카사)
- 이케다 집안(池田家) - 유라 나리야마번 (아와지)
- 사카이 집안(酒井家) - 오하마번 (와카사)
- 교고쿠 집안(京極家) - 미야즈번 (단고)
- 모리 집안(森家) - 쓰야마번 (미마사카)
- 이코마 집안(生駒家) - 다카마쓰번 (사누키)
- 모리 집안(毛利家) - 조후번 (나가토)
- 고바야카와 집안(小早川家) - 오카야마번 (비젠)
- 데라자와 집안(寺沢家) - 가라쓰번 (히젠)
- 가네모리 집안(金森家) - 다카야마번 (히다)
- 오가사와라 집안(小笠原家) - 고쿠라번(小倉藩) · 나카쓰번 (부젠)

## 원래는 준국주 · 구니모치나미 다이묘로 추찰되는 다이묘 집안
- 오다 집안(織田家) - 덴도번 (데와)…야마가타 다이니 사건(山県大弐事件)으로 강등
- 오다 집안 - 가시와바라번 (단바) ... 우타 패배(宇陀崩れ)로 강등

## 같이 보기
- 무가관위
- 극위극관(極位極官)
- 시코세키(伺候席)
- 휘(諱)
- 번주(藩主)
- 성주 다이묘(城主大名)
- 근세 다이묘(近世大名)
- 후다이 다이묘(譜代大名)
- 도자마 다이묘(外様大名)
- 죠부 다이묘(定府大名)
- 4품 이상으로 승진하는 다이묘가 일람
- 마쓰다이라의 칭호를 받은 도자마 다이묘가
- 본가 말가 논쟁(本家末家論争)
- 요시이 번(吉井藩)